# Francisco Antón (ciclista)
Francisco Manuel Antón Marín (Sax, 5 de noviembre de 1988) es un exciclista profesional español. 

## Carrera

### Categorías inferiores
Empezó a competir en las categorías inferiores del ciclismo en ruta a los 10 años de edad, por influencia de un vecino, ya que hasta entonces era más aficionado a practicar el ciclismo de montaña.
En 2004 ganó la Vuelta al Bajo Aragón para cadetes.
En 2006 fue tercero en el Campeonato de España para juveniles, logrando la medalla de bronce al cruzar la línea de meta por detrás del campeón Juan José Lobato y Jon Aberasturi.
En 2009, compitiendo en el campo amateur enrolado en las filas del equipo CCM-Valencia Terra i Mar, ganó dos etapas en la Vuelta a Madrid para élites y sub-23.

### Categoría profesional
Debutó como profesional en 2010 con el equipo Burgos 2016-Castilla y León, de categoría Continental, teniendo lugar su estreno en la Challenge de Mallorca. Ese mismo año es llamado a la selección nacional sub-23 para competir en la 30.ª edición de la Vuelta a Murcia donde alcanzó el noveno puesto en el esprint de la última etapa. Luego, asistiría a la Settimana Coppi e Bartali, que finalmente se saldó con un abandono al llegar fuera de control en la tercera jornada de la carrera italiana. Tras participar en el Circuito Montañés (donde entró entre los diez primeros en tres de las siete etapas) y en los Campeonatos de España (22.º en contrarreloj y 16.º en ruta), en julio sufrió un obligado parón dadas las limitaciones del calendario de carreras de su equipo.
Tras regresar a la competición en la Vuelta a la Comunidad de Madrid (incluyendo un sexto puesto en la etapa de Coslada), su mejor momento del año llegaría en el Circuito de Guecho: fue tercero en el tradicional esprint del muelle de Arriluze, subiendo así a su primer podio como profesional junto al ganador Francisco José Pacheco y Andrea Pichele. En la Vuelta a Burgos tuvo que abandonar la prueba como consecuencia de una caída.
En 2011 encaraba su segunda temporada como profesional con el reto de sumar su primer triunfo como profesional. Sin embargo el año concluyó sin victorias; su mejor resultado fue el tercer puesto obtenido en el esprint del primer sector de la etapa de Avilés de la Vuelta a Asturias, llegada en la que se impuso el veterano alemán Robert Förster.
En 2012 participó en varias carreras portuguesas, como la Vuelta al Alentejo y la Vuelta a Portugal, logrando entrar entre los diez primeros en varias etapas. En julio, antes de participar en la principal ronda lusa, realizó una concentración en altitud de 23 días en Navacerrada junto a otros compañeros. Se retiró al término de esa temporada, en la que había sido séptimo en el Campeonato de España de ruta.

## Palmarés
No consiguió victorias como profesional.

## Equipos
- Burgos 2016-Castilla y León (2010-2012)